# Abdelkader Chadi
Abdelkader Chadi est un boxeur algérien né le 12 décembre 1986 dans la ville de Aïn Azel (Sétif)

## Carrière
Sa carrière amateur est notamment marquée par deux titres de champion d'Afrique à Antananarivo en 2007 dans la catégorie poids plumes et à Yaoundé en 2011 en poids légers ainsi que par une médaille d'or aux Jeux africains d'Alger en 2007 en poids plumes.

## Palmarès
Jeux olympiques
- Qualifié pour les Jeux de 2012 à Londres, Angleterre
- Participation aux Jeux de 2008 à Pékin, Chine

Championnats d'Afrique de boxe amateur
- Médaille d'or en -60 kg en 2011 à Yaoundé, Cameroun
- Médaille de bronze en -60 kg en 2009 à Vacoas, Île Maurice
- Médaille d'or en -57 kg en 2007 à Antananarivo, Madagascar

Jeux africains
- Médaille d'or en -57 kg en 2007 à Alger, Algérie

Jeux méditerranéens
- Médaille d'or en -64 kg en 2013 à Mersin, turquie

## Référence
1. ↑  (en) Résultats des championnats d’Afrique 2011 (amateur-boxing.strefa.pl)